# 伊克昭龙属
伊克昭龙属（Ikechosaurus）是生存于早白垩纪的一类发现于中国内蒙与辽西地区的离龙类。它包含模式种孙氏伊克昭龙 (Ikechosaurus sunailinae)，高氏伊克昭龙(Ikechosaurus gaoi）以及皮家沟伊克昭龙 (Ikechosaurus pijiagouensis)三个种。